# 津和野町

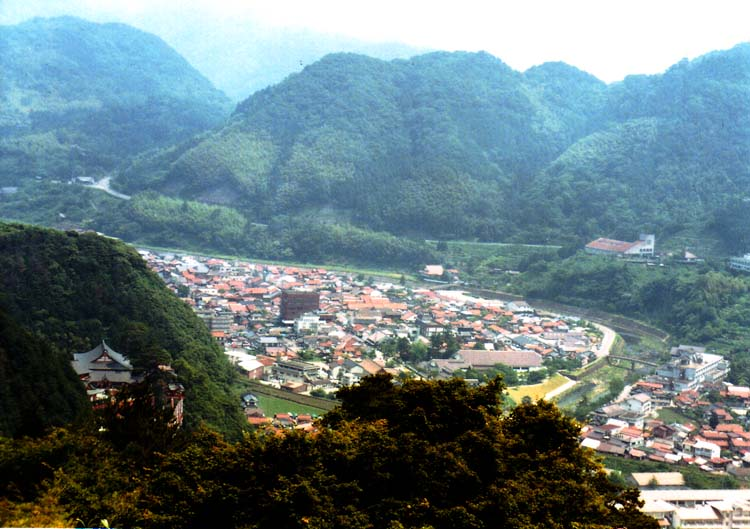
津和野城址から見下ろす市街地

津和野町（つわのちょう）は、島根県の南西に位置する町。山間の小さな盆地に広がる町並みは小京都の代表格として知られ、津和野町津和野伝統的建造物群保存地区とし重要伝統的建造物群保存地区に選定されている。赤みを帯びた石州瓦の屋根の家並みでも知られる。また毎年7月末に行われる祇園祭の中で、街中を練り歩く鷺舞は津和野の代名詞であり、1994年に国の重要無形文化財に、2022年11月30日に「風流踊」の一つとして無形文化遺産に指定がされている。

## 地理
旧津和野町では川沿いの狭い平地に城下町が広がっている。地名の「津和野」は「つわぶきの生い茂る野」に由来するとされ、つわぶきを町の花に定めている。
津和野のメインストリートである殿町通りにはなまこ塀と塀割に泳ぐたくさんの鯉がいる。
- 河川：高津川（吉賀川）、津和野川
- 山：青野山、須郷田山、野坂山、高峰山、奥山、鬼こぶ山、安蔵寺山、燕岳、香仙原、三子山、雨降山、鍋山

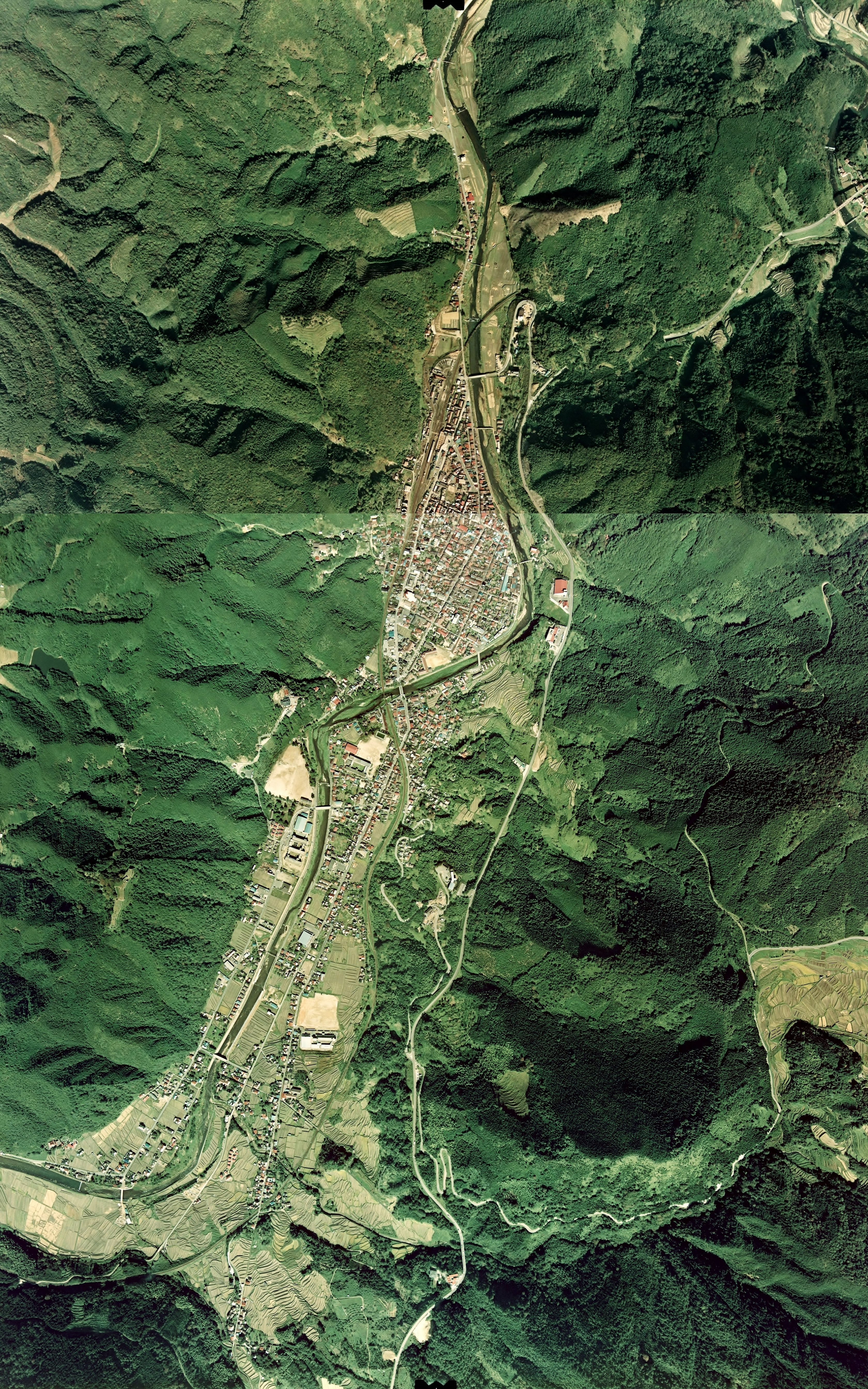
津和野城下町周辺。1976年撮影。国土交通省 国土地理院 地図・空中写真閲覧サービスの空中写真を基に作成。
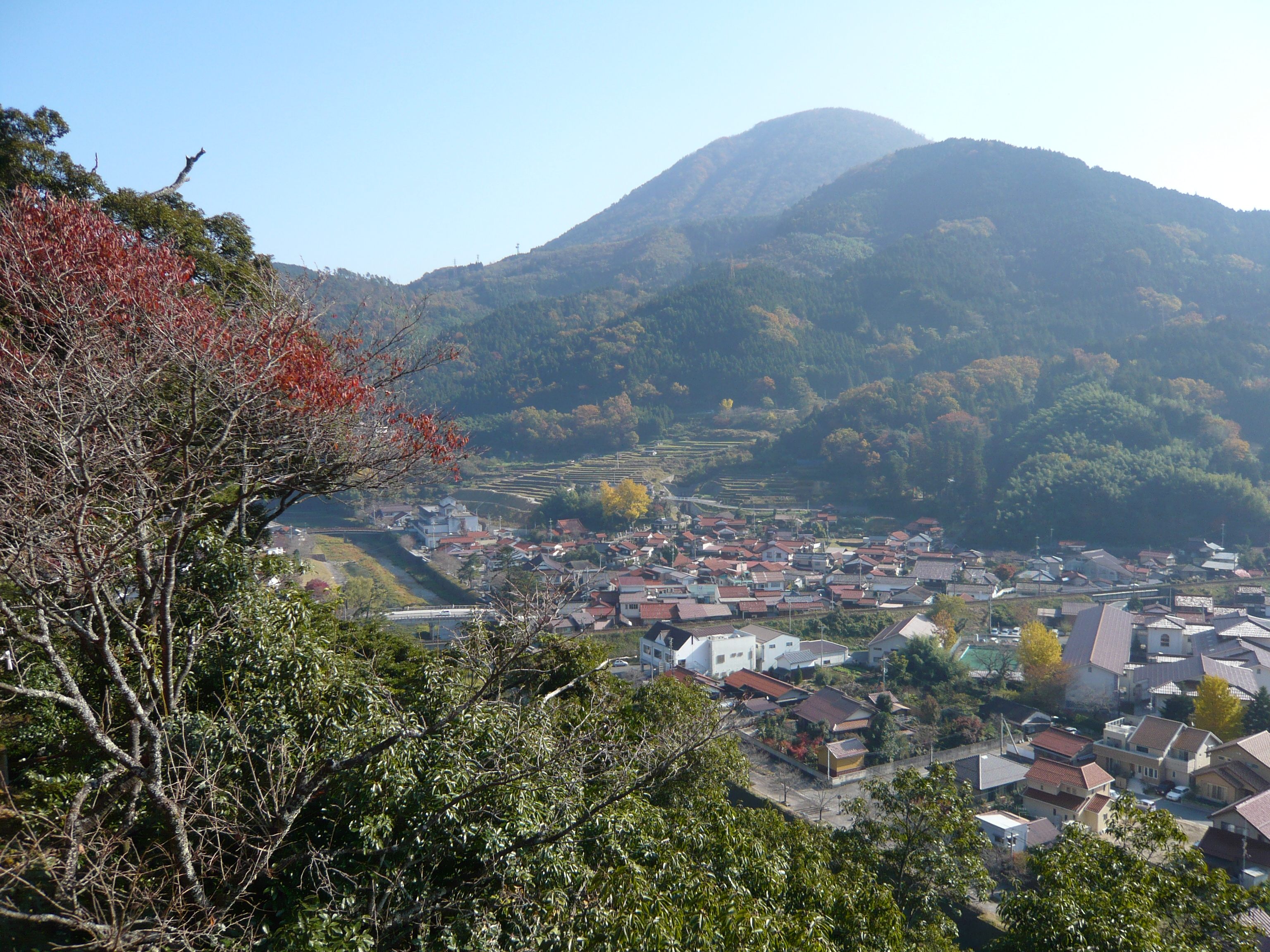
太鼓谷稲荷神社から見た津和野町

太皷谷稲成神社から見た津和野の町並み。

### 気候
| 津和野（1991年 - 2020年）の気候    | 津和野（1991年 - 2020年）の気候 | 津和野（1991年 - 2020年）の気候 | 津和野（1991年 - 2020年）の気候 | 津和野（1991年 - 2020年）の気候 | 津和野（1991年 - 2020年）の気候 | 津和野（1991年 - 2020年）の気候 | 津和野（1991年 - 2020年）の気候 | 津和野（1991年 - 2020年）の気候 | 津和野（1991年 - 2020年）の気候 | 津和野（1991年 - 2020年）の気候 | 津和野（1991年 - 2020年）の気候 | 津和野（1991年 - 2020年）の気候 | 津和野（1991年 - 2020年）の気候 |
| 月                                 | 1月                             | 2月                             | 3月                             | 4月                             | 5月                             | 6月                             | 7月                             | 8月                             | 9月                             | 10月                            | 11月                            | 12月                            | 年                              |
| ---------------------------------- | ------------------------------- | ------------------------------- | ------------------------------- | ------------------------------- | ------------------------------- | ------------------------------- | ------------------------------- | ------------------------------- | ------------------------------- | ------------------------------- | ------------------------------- | ------------------------------- | ------------------------------- |
| 最高気温記録 °C （°F）             | 18.6 (65.5)                     | 21.8 (71.2)                     | 25.1 (77.2)                     | 30.5 (86.9)                     | 35.1 (95.2)                     | 35.8 (96.4)                     | 37.9 (100.2)                    | 38.9 (102)                      | 37.4 (99.3)                     | 32.6 (90.7)                     | 28.1 (82.6)                     | 23.4 (74.1)                     | 38.9 (102)                      |
| 平均最高気温 °C （°F）             | 7.8 (46)                        | 9.4 (48.9)                      | 13.7 (56.7)                     | 19.7 (67.5)                     | 24.7 (76.5)                     | 27.4 (81.3)                     | 30.8 (87.4)                     | 32.2 (90)                       | 27.8 (82)                       | 22.4 (72.3)                     | 16.6 (61.9)                     | 10.4 (50.7)                     | 20.2 (68.4)                     |
| 日平均気温 °C （°F）               | 3.0 (37.4)                      | 3.9 (39)                        | 7.4 (45.3)                      | 12.8 (55)                       | 17.8 (64)                       | 21.5 (70.7)                     | 25.5 (77.9)                     | 26.3 (79.3)                     | 21.9 (71.4)                     | 15.8 (60.4)                     | 10.2 (50.4)                     | 5.1 (41.2)                      | 14.3 (57.7)                     |
| 平均最低気温 °C （°F）             | −0.6 (30.9)                     | −0.5 (31.1)                     | 2.0 (35.6)                      | 6.6 (43.9)                      | 11.8 (53.2)                     | 17.0 (62.6)                     | 21.5 (70.7)                     | 22.1 (71.8)                     | 17.7 (63.9)                     | 10.9 (51.6)                     | 5.3 (41.5)                      | 1.0 (33.8)                      | 9.6 (49.3)                      |
| 最低気温記録 °C （°F）             | −7.9 (17.8)                     | −13.1 (8.4)                     | −4.6 (23.7)                     | −2.7 (27.1)                     | 1.5 (34.7)                      | 6.2 (43.2)                      | 13.0 (55.4)                     | 14.7 (58.5)                     | 4.1 (39.4)                      | 0.2 (32.4)                      | −2.3 (27.9)                     | −4.9 (23.2)                     | −13.1 (8.4)                     |
| 降水量 mm （inch）                 | 127.4 (5.016)                   | 103.7 (4.083)                   | 148.3 (5.839)                   | 127.7 (5.028)                   | 141.0 (5.551)                   | 211.2 (8.315)                   | 309.8 (12.197)                  | 188.9 (7.437)                   | 209.4 (8.244)                   | 120.0 (4.724)                   | 102.2 (4.024)                   | 120.5 (4.744)                   | 1,908.3 (75.13)                 |
| 平均降水日数 （≥1.0 mm）           | 15.8                            | 13.3                            | 13.8                            | 11.3                            | 9.8                             | 12.6                            | 12.8                            | 10.7                            | 11.4                            | 9.2                             | 10.7                            | 14.5                            | 145.8                           |
| 平均月間日照時間                   | 70.2                            | 87.5                            | 138.3                           | 178.6                           | 200.4                           | 136.0                           | 150.7                           | 180.4                           | 137.4                           | 148.4                           | 114.1                           | 76.8                            | 1,619.2                         |
| 出典1：Japan Meteorological Agency |                                 |                                 |                                 |                                 |                                 |                                 |                                 |                                 |                                 |                                 |                                 |                                 |                                 |
| 出典2：気象庁                      |                                 |                                 |                                 |                                 |                                 |                                 |                                 |                                 |                                 |                                 |                                 |                                 |                                 |

### 隣接している自治体
- 島根県
  - 益田市
  - 鹿足郡：吉賀町
- 山口県
  - 山口市
  - 萩市

### 人口
| |                                          |  |
| 津和野町と全国の年齢別人口分布（2005年） | 津和野町の年齢・男女別人口分布（2005年） |  |
| ■紫色 ― 津和野町 ■緑色 ― 日本全国 | ■青色 ― 男性 ■赤色 ― 女性                |  |
| 津和野町（に相当する地域）の人口の推移 \| 1970年（昭和45年） \| 15,412人 \| \| \| 1975年（昭和50年） \| 13,957人 \| \| \| 1980年（昭和55年） \| 13,423人 \| \| \| 1985年（昭和60年） \| 13,002人 \| \| \| 1990年（平成2年） \| 12,131人 \| \| \| 1995年（平成7年） \| 11,389人 \| \| \| 2000年（平成12年） \| 10,628人 \| \| \| 2005年（平成17年） \| 9,515人 \| \| \| 2010年（平成22年） \| 8,427人 \| \| \| 2015年（平成27年） \| 7,653人 \| \| \| 2020年（令和2年） \| 6,875人 \| \| |                                          |  |
| 総務省統計局 国勢調査より |                                          |  |
| 1970年（昭和45年） | 15,412人                                 |  |
| 1975年（昭和50年） | 13,957人                                 |  |
| 1980年（昭和55年） | 13,423人                                 |  |
| 1985年（昭和60年） | 13,002人                                 |  |
| 1990年（平成2年） | 12,131人                                 |  |
| 1995年（平成7年） | 11,389人                                 |  |
| 2000年（平成12年） | 10,628人                                 |  |
| 2005年（平成17年） | 9,515人                                  |  |
| 2010年（平成22年） | 8,427人                                  |  |
| 2015年（平成27年） | 7,653人                                  |  |
| 2020年（令和2年） | 6,875人                                  |  |

## 歴史
明治維新前には津和野藩亀井氏の城下町であった。幕末期以降の廃仏毀釈と、長崎から配流されてきたキリシタンへ、改宗の強要が実施された歴史（浦上四番崩れ）があるほか、文豪森鷗外の出生地としてもしられている。
2005年（平成17年）9月25日、隣接していた日原町と合併（新設合併）し、新たな津和野町となった。現在の津和野町は3代目にあたる（後述）。合併後、町役場は旧日原町役場に置かれていた（2021年に元日原診療所を改修した建物に移転）。
2015年（平成27年）4月24日、文化庁は日本遺産の最初の18件の一つとして「津和野今昔 〜百景図を歩く〜」を選んだと発表した。

### 年表
- 1282年 - 鎌倉幕府の御家人、吉見頼行が着任。
- 1324年 - 三本松城（津和野城）が完成。
- 1601年 - 備前宇喜多氏出身の坂崎直盛が3万石で初代津和野藩主となる。
- 1617年 - 因州鹿野城主亀井政矩が4万3千石で入城。
- 1868年 - 長崎の浦上キリシタンが配流され、弾圧される。各藩の中でも津和野藩の拷問は特に陰惨を極め、外国公使の抗議や岩倉使節団などの理解により停止するまで続いた（浦上四番崩れ）。
- 1869年（明治2年）9月7日 - 幕府領が大森県の管轄となる。
- 1870年（明治3年）2月9日 - 大森県の管轄地域が浜田県の管轄となる。
- 1871年（明治4年）8月11日 - 津和野藩が廃藩。全域が浜田県の管轄となる。
- 1876年（明治9年）4月18日 - 第2次府県統合により島根県の管轄となる。
- 1879年（明治12年）1月12日 - 郡区町村編制法の島根県での施行により行政区画としての鹿足郡が発足。
- 1889年（明治22年）4月1日 - 町村制の施行により、鹿足郡津和野後田村・津和野中座村・津和野町田村・津和野森村・津和野鷲原村の区域をもって津和野町が成立。
- 1922年（大正11年）1月1日 - 「津和野町々歌」を制定。
- 1955年（昭和30年）1月10日 - 畑迫村・木部村および小川村の一部（大字耕田・滝元・寺田・笹山および商人・直地の各一部）と新設合併し、（2代）津和野町が発足[6]。
- 2005年（平成17年）9月25日 - 日原町と新設合併し、（3代）津和野町が発足。
- 2021年（令和3年）5月6日 - 津和野町役場の新本庁舎竣工[7]
- 2021年（令和3年）5月10日 - 津和野町役場の新本庁舎が完成し業務開始[5]。

## 行政
- 町長：下森　博之
- 議会：12名
  - 共産党 1名
  - 無所属 11名

### 警察署
津和野警察署が管轄。

## 産業

### 特産品
- アユ
- ワサビ
- モクズガニ
- 冬虫夏草（津和野式冬虫夏草）
- 源氏巻（銘菓）
- 石州和紙
- ざら茶

### 主な医療施設
- 津和野共存病院
  - 日原診療所

### 主な商業施設
- キヌヤ
- コーナンホームストック

### 主な企業
- ジェイエイ日原山菜加工場
- 石見紙工業
- 津和野開発

## 姉妹都市・提携都市

### 国内
提携都市
- 文京区（東京都） - 2012年10月1日相互協力・災害応援協定

その他、山陰の小京都「津和野」として全国京都会議に加盟している。

### 海外
姉妹都市
- ベルリン市中央区（ドイツ） - 1995年8月25日姉妹都市縁組提携

## 教育

### 小学校
- 津和野町立津和野小学校
- 津和野町立木部小学校
- 津和野町立青原小学校
- 津和野町立日原小学校

### 中学校
- 津和野町立津和野中学校
- 津和野町立日原中学校

### 高等学校
- 島根県立津和野高等学校

大学入学共通テストの試験場は、出願時、鹿足郡に所在する高校に在学しているか、または、現住所が鹿足郡にある受験生の場合、山口県が試験地区となり、山口県にある試験場が指定される。

## 交通

### 鉄道
西日本旅客鉄道（JR西日本）
- 山口線：津和野駅 - 青野山駅 - 日原駅 - 青原駅 - 東青原駅

### バス
高速バス
- サラダエクスプレス・津和野エクスプレス（阪神バス・石見交通）
  - 大阪梅田（ハービスOSAKA） - 神戸三宮 - 浜田駅・三隅・益田駅・日原（道の駅）・津和野駅
- 清流ライン高津川号（石見交通）
  - 広島駅新幹線口・女学院前・合同庁舎前・広島バスセンター・十日市・己斐 - 加計BS - 吉和SA - 深谷PA - 六日市 - 立戸 - 七日市 - 石見田丸 - 柿木南口 - 木部谷 - 柿木温泉口 - 柿木商工会館 - 白谷橋 - 原手 - 新畑 - 新左鐙橋 - 畳 - 日原診療所前 - 口屋橋 - 池村 - 日原（道の駅） - 青原駅 - 小瀬 - 下青原 - 三星 - 大滝 - 横田駅 - 匹見口 - 大境・養護学校前 - 安富 - 花ヶ瀬 - 角井 - 飯田口 - 須子 - 労働会館 - 益田駅 - 益田市役所 - 市立図書館 - グラントワ前 - 石見交通本社

一般路線バス
- 石見交通
  - 益田医光寺 - 堀川橋 - 益田上市 - 折戸 - 益田本町 - 益田下市 - 幸町 - 石見交通本社 - グラントワ前 - 市立図書館 - 益田市役所 - 益田駅 - 労働会館 - 須子 - 飯田口 - 角井 - 花ヶ瀬 - 安富 - 大境・養護学校前 - 匹見口 - 横田駅 - 大滝 - 三星 - 下青原 - 小瀬 - 青原駅 - 日原道の駅 - 池村 - 口屋橋 - 日原 - 日原上市 - 日原診療所前 - 日原駅 - 野広橋 - 耕田 - 津和野駅 - 鴎外旧居 - 鷲原 - 津和野温泉
  - 津和野駅 - 鴎外旧居 - 鷲原 - （津和野温泉） - 鷲原 - 横瀬 - 堀庭園 - 四本松 - 長野 - 奥ヶ野
- 防長交通
  - [快速]：東萩駅 - 萩バスセンター - 三谷駅入口 - 徳佐駅入口 - 願成就温泉 - 津和野駅 - 津和野バスセンター
- 六日市交通
- 津和野町営バス

過去に運行の防長交通バス
- 特急つわの号
  - 東萩駅 - 萩バスセンター - 津和野温泉 - 津和野駅 - 津和野バスセンター
- 一般路線
  - [快速]（直通便のみ廃止）：湯田温泉 - 県庁前 - 宮野駅前 - 三谷駅入口 - 願成就温泉 - 津和野駅 - 津和野バスセンター

### 道路
- 一般国道
  - 国道9号
  - 国道187号
- 津和野街道

#### 道の駅
- 津和野温泉なごみの里
- シルクウェイにちはら

## 放送通信

### 市外局番
市外局番は0856（70〜89）である。
- 0856（70〜89）エリア
  - 津和野町・吉賀町

### 郵便番号
郵便物の集配は、以下の郵便局が行っている。
- 日原郵便局:699-52xx
- 津和野郵便局:699-56xx

### マスメディア
- サンネットにちはらを吉賀町と一部事務組合で運営。

## 名所・旧跡・観光スポット

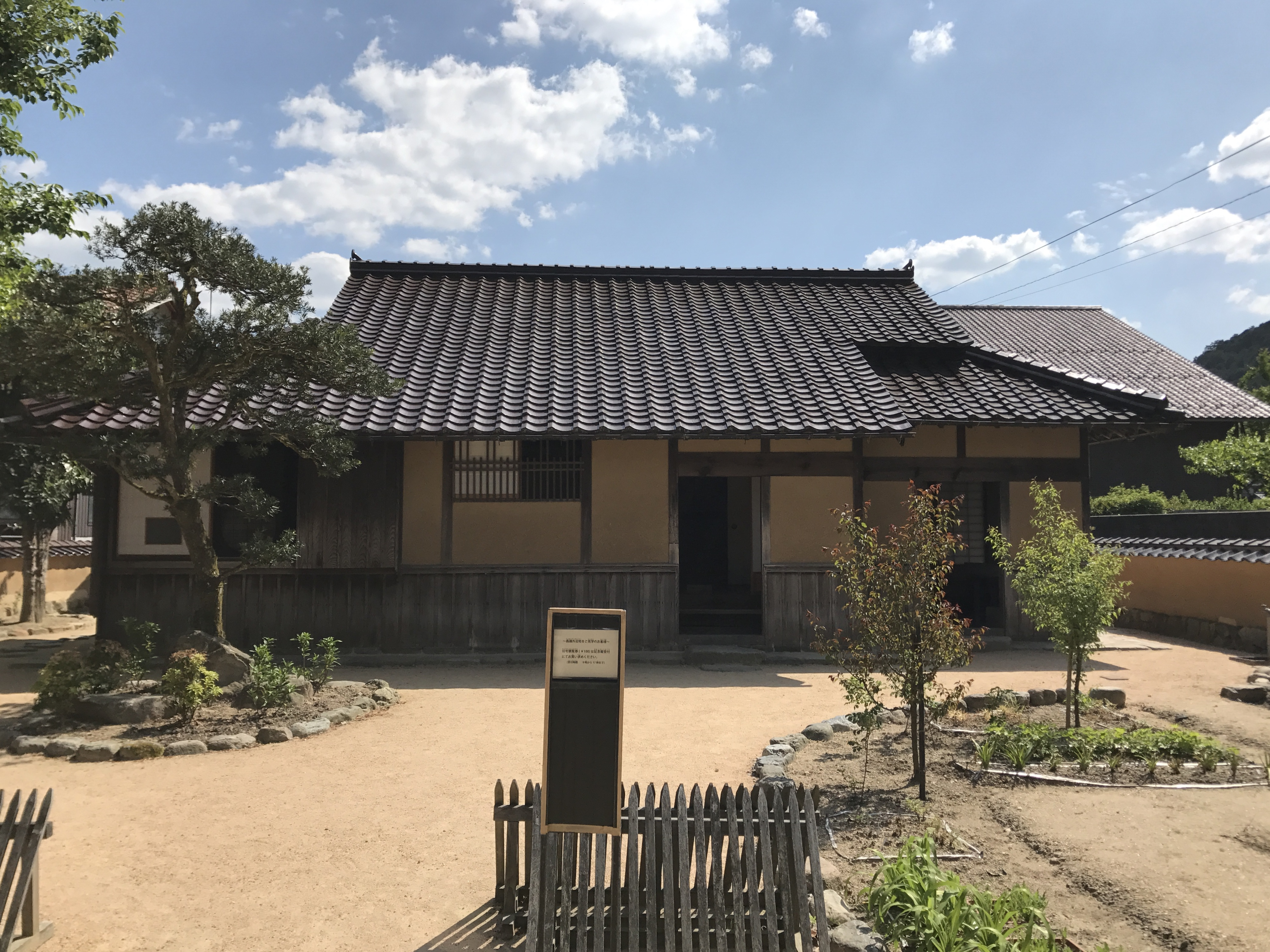
森鷗外生家

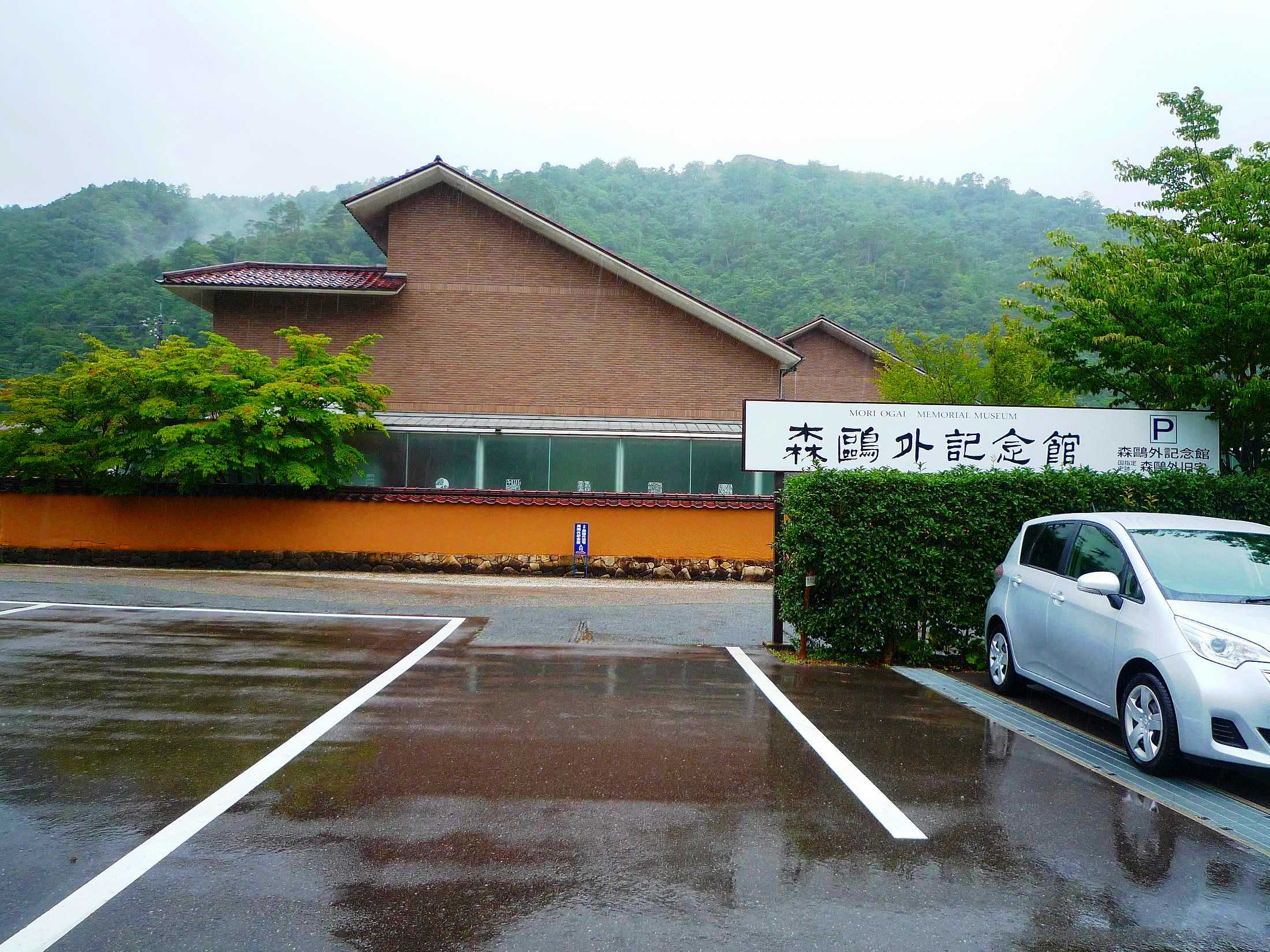
森鷗外記念館

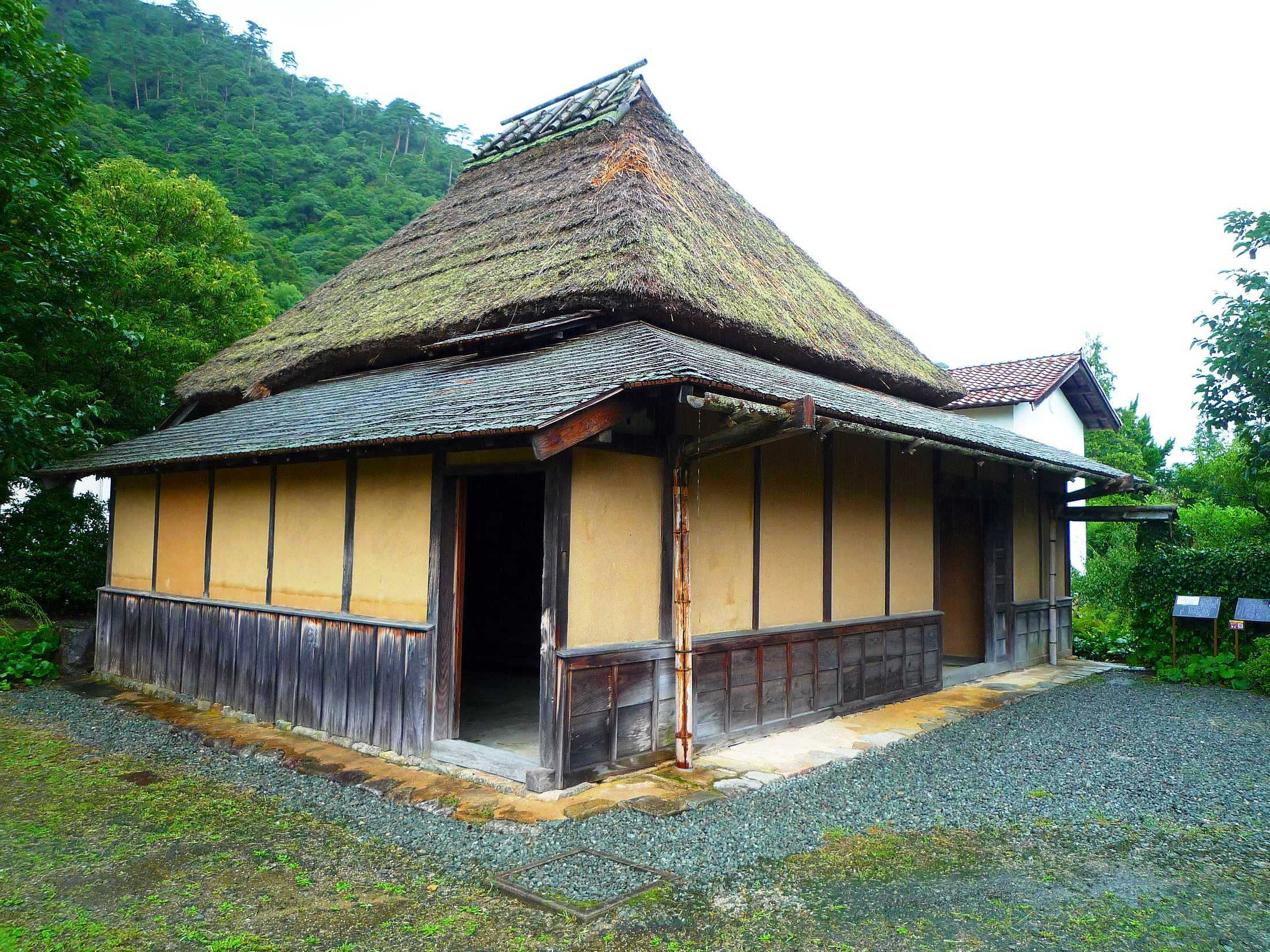
西周旧居

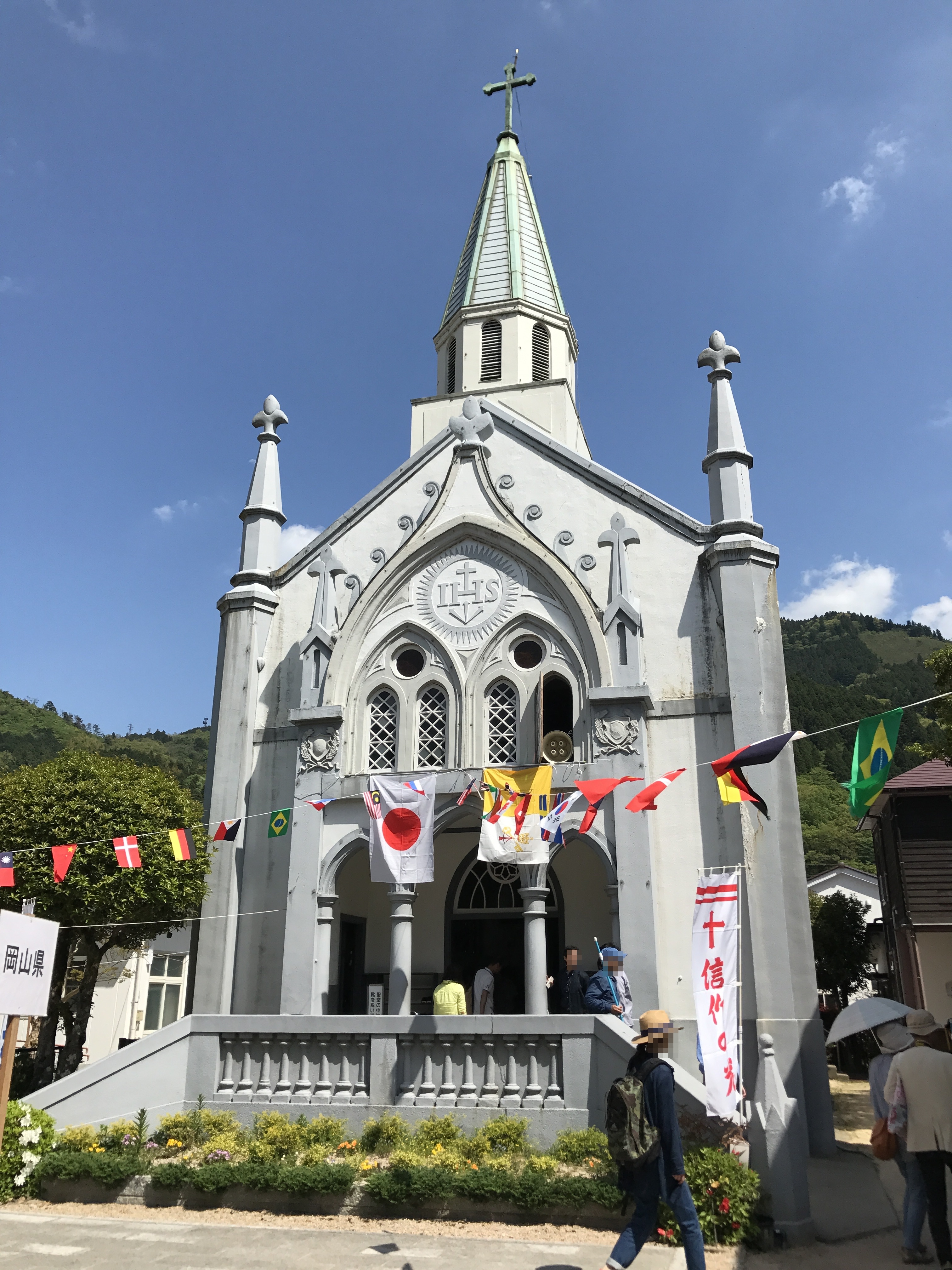
津和野カトリック教会

- 太皷谷稲成神社
- 津和野神社
- 津和野城址（国史跡・日本100名城）
- 森鷗外旧宅
- 西周旧宅
- 永明寺
- 光明寺
- 堀庭園
- 殿町通り
- 鷲原八幡宮
- 乙女峠マリア聖堂
- 乙女峠（日本の峠100選）
- 千人塚
- 津和野街道跡
- 日原天文台
- 安蔵寺山の大ミズナラ（森の巨人たち百選）
- 津和野カトリック教会
- 津和野町立安野光雅美術館
- 津和野町立桑原史成写真美術館
- 津和野町日本遺産センター
- 杜塾美術館
- 津和野美術館
- 津和野今昔館
- 森鷗外記念館
- 養老館
- 津和野町郷土館
- 弥栄神社
- 夫婦滝
- 千八尋の滝

## 年中行事
- 元旦祭
- 初午大祭（太鼓谷稲成神社） - 2月最初の午の日
- つわのSL健康マラソン - 3月中旬
- 鷲原八幡宮大祭（小笠原流流鏑馬神事） - 4月第二日曜日
- 乙女峠祭 - 5月3日
- 太皷谷稲成神社春季大祭 - 5月15日
- ほたる祭 - 6月上旬
- 弥栄神社輪くぐり - 6月30日
- 祇園祭（鷺舞神事・子鷺踊り） - 7月20日、27日
- 柳詣り（新丁・幸盛堂）- 8月10日
- 鮎祭 - 8月中旬
- 盆踊り大会（津和野踊り[8]） - 8月15日
- 柳天満宮例祭（柳神楽） - 11月2日
- 太皷谷稲成神社秋季大祭 - 11月15日
- 松林山天満宮大祭（やっこ道中） - 11月23日
- 石見神楽 - 通年

## 食文化
- うずめ飯
- つわぶき飯
- 津和野寿司
- いなり寿司
- 刺身こんにゃく
- 酒蔵鍋
- 柚子味噌
- サバ料理
- アユ料理
- 芋煮
- ざら茶（カワラケツメイ茶・マメ茶）
- 山菜料理（わらび・花うど・タラの芽・こごみ・たけのこ・ふきのとう）[9]

## 出身人物

### 歴史上の人物
- 坂崎直盛（津和野藩初代藩主）
- 亀井政矩（津和野藩亀井氏初代当主）
- 亀井茲監（津和野藩最後の藩公）
- 亀井茲常（東宮侍従）

### 政治家
- 亀井茲建（実業家）
- 亀井久興（衆議院議員）
- 亀井亜紀子（参議院議員・衆議院議員）
- 大庭政世（農民運動家）
- 山辺丈夫（実業家）
- 高岡直吉（政治家）

### 学者
- 西周（法学者・啓蒙家・教育者）
- 岡熊臣（国学者）
- 大国隆正（国学者）
- 堀田仁助（天文学者）
- 福羽美静（国学者）
- 福羽逸人（農学者）
- 小藤文次郎（地球科学者）
- ロバート・M・フリン（教育者）
- 神代種亮（文学者）
- 高岡熊雄（農学者）
- 中田瑞穂（脳外科学者）
- 萩野浩基（社会福祉学者）

### 文化人
- 森鷗外（小説家・陸軍軍医）
- 三木竹二（劇評家）
- 小金井喜美子（女性翻訳家）
- 伊沢蘭奢（新劇女優）
- 中村吉蔵（劇作家）
- 桑原史成（報道写真家）
- 伊藤佐喜雄（作家）
- 中尾彰（洋画家・絵本作家・童画作家・詩人）
- 安野光雅（画家・絵本作家）
- 舛成孝二（アニメ監督・映画監督・演出家・脚本家）
- 大塚康生（アニメーター）
- 三東洋（元プロ野球選手）
- 江上敬子（お笑い芸人、ニッチェ）
- ムラムラタムラ（お笑い芸人）

## 津和野を舞台にした作品

### 小説
- 森鷗外「ヰタ・セクスアリス」1909年
- 有馬頼義「脱出」 - 紙人形作家である当町出身の河津匂子をモデルとしたもの。
- 塩見佐恵子「津和野」 - 河津匂子をモデルとしたもの。
- 三浦浩「津和野物語」文藝春秋、1987年
- 内田康夫「津和野殺人事件」カッパ・ノベルス、1984年
- 永井隆「乙女峠‐津和野の殉教者物語」1952年
- 西村京太郎「萩・津和野に消えた女」双葉文庫、1997年
- 池田敏雄「キリシタンの精鋭‐津和野乙女峠の受難者たち」1972年
- 中町信「萩・津和野殺人事件」ゲイブンシャ文庫、1995年
- 中町信「津和野の殺人者」講談社ノベルス、1991年
- 深谷忠記「萩・津和野殺人ライン」カドカワノベルズ、1992年
- 山口香「萩・津和野殺人事件」天山ノベルス、1990年
- 金久保茂樹「津和野、夜泣き人形伝説殺人事件」ジョイ・ノベルス、2007年
- 福原カズ子「母子草‐津和野にて」1994年
- 遠藤周作「女の一生〈1部〉キクの場合」朝日新聞社、1982年
- 遠藤周作「女の一生〈2部〉サチ子の場合」朝日新聞社、1982年

### 映画
- 「男はつらいよ 寅次郎恋やつれ」1974年8月 マドンナ：吉永小百合
- 「宇宙ショーへようこそ」2010年6月26日 配給：アニプレックス 監督：舛成孝二（当町出身）

### ドラマ
- 「危機一髪の女」日本テレビ、1982年5月18日
- 「山口線『貴婦人号』SL殺人トリック」テレビ朝日、1982年12月11日
- 「小京都連続殺人事件」日本テレビ、1989年1月24日
- 「萩・津和野に消えた女」TBS、1994年10月17日
- 「裸の大将（75） オロチに巻かれてサア大変」関西テレビ、1995年7月2日
- 「女優X 伊沢蘭奢の生涯」TBS、1996年12月27日
- 「早乙女千春の添乗報告書5 萩・津和野湯けむりツアー殺人事件」TBS、1997年9月22日
- 「萩・津和野殺人ライン」TBS、1998年7月27日
- 「鉄道警察官・清村公三郎4 SL貴婦人 殺意の小京都」BSジャパン、2007年7月8日
- 「津和野殺人事件」TBS、2008年9月28日
- 「水戸黄門 第21部7話」TBS
- 「水戸黄門 第23部21話」TBS
- 「水戸黄門 第36部15話」TBS
- 「水戸黄門外伝 かげろう忍法帖　闇に蝶が舞う（津和野）」TBS

### 歌
- さだまさし「案山子」（1977年発売） - 本曲の歌詞は津和野の風景が基となっている。
- 森昌子「津和野ひとり」（1978年発売） - 津和野の「女ひとり旅」を舞台にしたシングル曲。

## 幻の間欠泉
1997年、温泉掘削のボーリングにより間欠泉の噴出が始まり、諏訪の間欠泉を抜く55mもの噴出高を誇り「日本一の間欠泉」「世界でも2位の間欠泉」ともてはやされた。38度の温泉が炭酸の圧力によって吹き上げるメカニズムであった。しかし塩分が含まれており周囲の田畑に塩被害が出たために、風のない昼間に限ってバルブを開放していた。ところがさらにその後、砒素も含まれることが判明し、事業中止が決定。幻の間欠泉となった。その跡地は現在は公園となっている。